# Parc provincial de Moose Mountain
Le parc provincial de Moose Mountain (Moose Mountain Provincial Park en anglais) est un parc provincial situé dans le Sud-Est de la Saskatchewan au Canada à 24 km au nord de Carlyle. Il s'agit de l'un des seuls parcs saskatchewanais avec des villes à l'intérieur. Le seul village dans le parc de Moose Moutain est Kenosee Lake. Le lac Kenosee est le plus grand du parc et il s'agit d'une attraction touristique importante. Les activités saisonnières dans et autour du lac incluent la pêche, la chasse, la randonnée, le cyclisme, la nage, la navigation, les sports nautiques, le ski de fond, la motoneige, l'équitation, le golf miniature et un terrain de golf de 18 trous. L'endroit prodigue également d'excellentes opportunités pour observer la faune sauvage.